# Juniorvärldsmästerskapen i konstsim 1999
Juniorvärldsmästerskapen i konstsim 1999 arrangerades mellan den 7 och 11 juli 1999 i Cali i Colombia. Det var den sjätte upplagan av juniorvärldsmästerskapen i konstsim.

## Resultat
| Gren | Guld | Guld   | Silver                                                                                   | Silver | Brons | Brons  |
| Solo | Anastasia Davydova Ryssland | 89,633 | Charlotte Fabre Frankrike                                                                | 87,642 | Lorena Zaffalon Italien | 86,956 |
| Par  | Ryssland Anastasia Davydova Anastasia Jermakova | 89,094 | Kina He Xiaochu Wang Ha                                                                  | 86,605 | Italien Lorena Zaffalon Joey Paccagnella | 86,108 |
| Lag  | Ryssland Anastasia Davydova Anastasia Jermakova Maria Gromova Elvira Chasianova Jelizaveta Grusjina Julija Sjestakovitj Irina Tolkatjeva Darja Kurban Jelena Zjuravleva* Jelena Ovtjinnikova* | 89,731 | Kina Du Juan Pan Yajing He Xiaochu Wang Na Liu Zhe Chen Yu Wang Tingting Zhu Kun Wu Man* | 87,144 | Italien Lorena Zaffalon Joey Paccagnella Elisa Plaisant Monica Cirulli Emanuela Rivarola Ada Queirolo Eva Balzarotti Laura Nobill Laura Bianchi* Linda Marabello* | 86,082 |

* Reserv

## Medaljtabell
| Nr                  | Nation              | Guld | Silver | Brons | Totalt |
| ------------------- | ------------------- | ---- | ------ | ----- | ------ |
| 1                   | Ryssland (RUS)      | 3    | 0      | 0     | 3      |
| 2                   | Kina (CHN)          | 0    | 2      | 0     | 2      |
| 3                   | Frankrike (FRA)     | 0    | 1      | 1     | 2      |
| 4                   | Italien (ITA)       | 0    | 0      | 3     | 3      |
| Totalt (4 nationer) | Totalt (4 nationer) | 3    | 3      | 4     | 10     |

## Deltagande nationer
- Brasilien
- Chile
- Colombia
- Frankrike
- Italien
- Kina
- Mexiko
- Ryssland
- Slovakien
- Spanien
- Sydkorea
- Tjeckien
- Ukraina
- USA
- Venezuela